# Ipomoea blanchetii
Ipomoea blanchetii är en vindeväxtart som beskrevs av Jacques Denys Denis Choisy. Ipomoea blanchetii ingår i släktet praktvindor, och familjen vindeväxter. Inga underarter finns listade i Catalogue of Life.